# Rhinophrynidae
Rhinophrynidae là một họ động vật lưỡng cư trong bộ Anura. Họ này có 1 chi đơn loài Rhinophrynus và 3 chi hóa thạch.

## Phân loại học
Họ Rhinophrynidae gồm các chi loài sau:
- Chi Rhinophrynus Duméril & Bibron, 1841
  - Rhinophrynus dorsalis Duméril & Bibron, 1841
  - †Rhinophrynus canadensis Holman 1963

và 3 chi hóa thạnh:
- †Chelomophrynus Henrici 1991
- †Eorhinophrynus Hecht 1960
- †Rhadinosteus Henrici 1998

## Hình ảnh

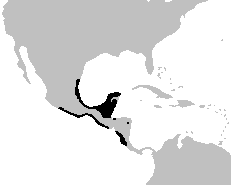
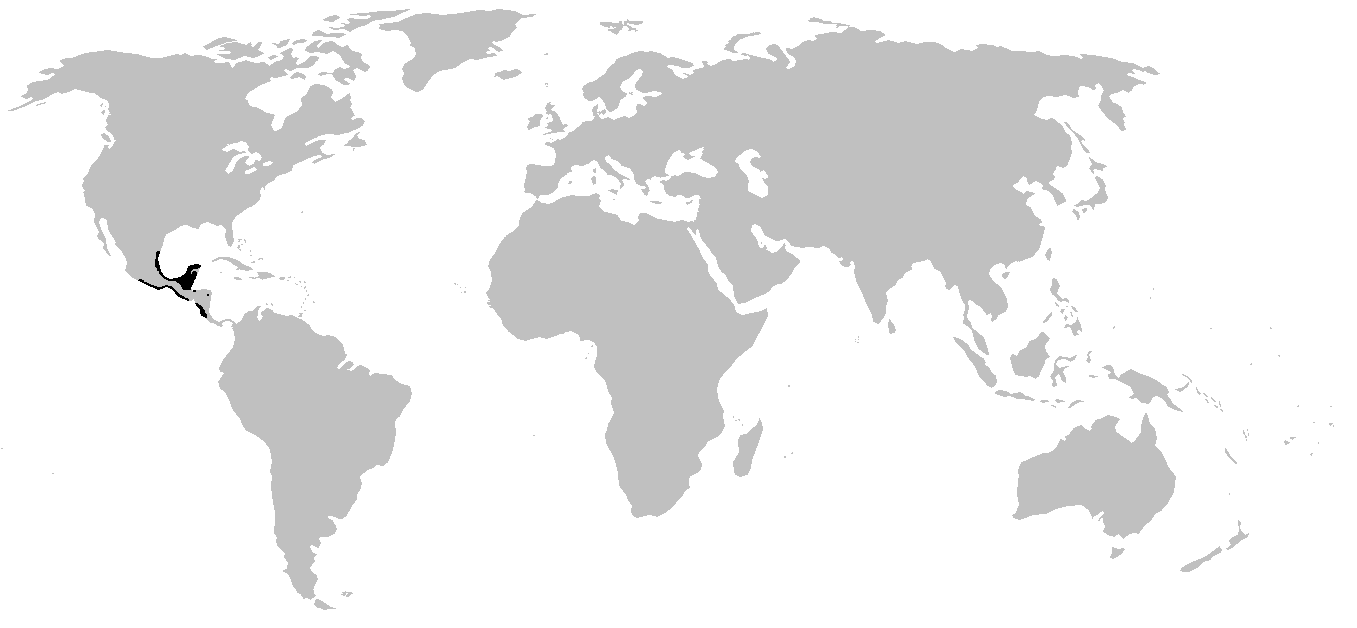